# Rupia della Nuova Guinea Occidentale
La rupia ((ID)  rupiah) è stata la valuta separata della Nuova Guinea Occidentale tra il 1963 ed il 1973. Sostituiva il fiorino della Nuova Guinea Occidentale alla pari e fu a sua volta sostituita dalla rupia indonesiana con un satto di 1 rupia della Nuova Guinea Occidentale = 18.9 rupie indonesiane.
Furono coniate monete con i valori di 1, 5, 10, 25 e 50 sen. Furono tutte coniate in alluminio e datate 1962. A differenza della rupia delle Riau non hanno iscrizioni sul bordo. Cartamoneta fu emessa dalla Republik Indonesia con valori da 1 e 2½ rupie e dalla Bank Indonesia nei valori da 5, 10 e 100 rupie.